# Montoz
Montoz är en bergskedja i Schweiz.   Den ligger i kantonen Bern, i den centrala delen av landet, 30 km norr om huvudstaden Bern.
I omgivningarna runt Montoz växer i huvudsak blandskog. Runt Montoz är det ganska tätbefolkat, med 248 invånare per kvadratkilometer.